# Gramais
Gramais – gmina w Austrii, w kraju związkowym Tyrol, w powiecie Reutte. Liczy 46 mieszkańców (1 stycznia 2015) i jest tym samym najmniejszą gminą Austrii.